# Hawaiʻi State Route 11
Die Hawaiʻi State Route 11 ist eine Straße zwischen Hilo und Kailua-Kona auf Hawaii. Sie ist Teil der auch als Māmalahoa Highway bekannten Hawaiʻi Belt Road.

## Verlauf

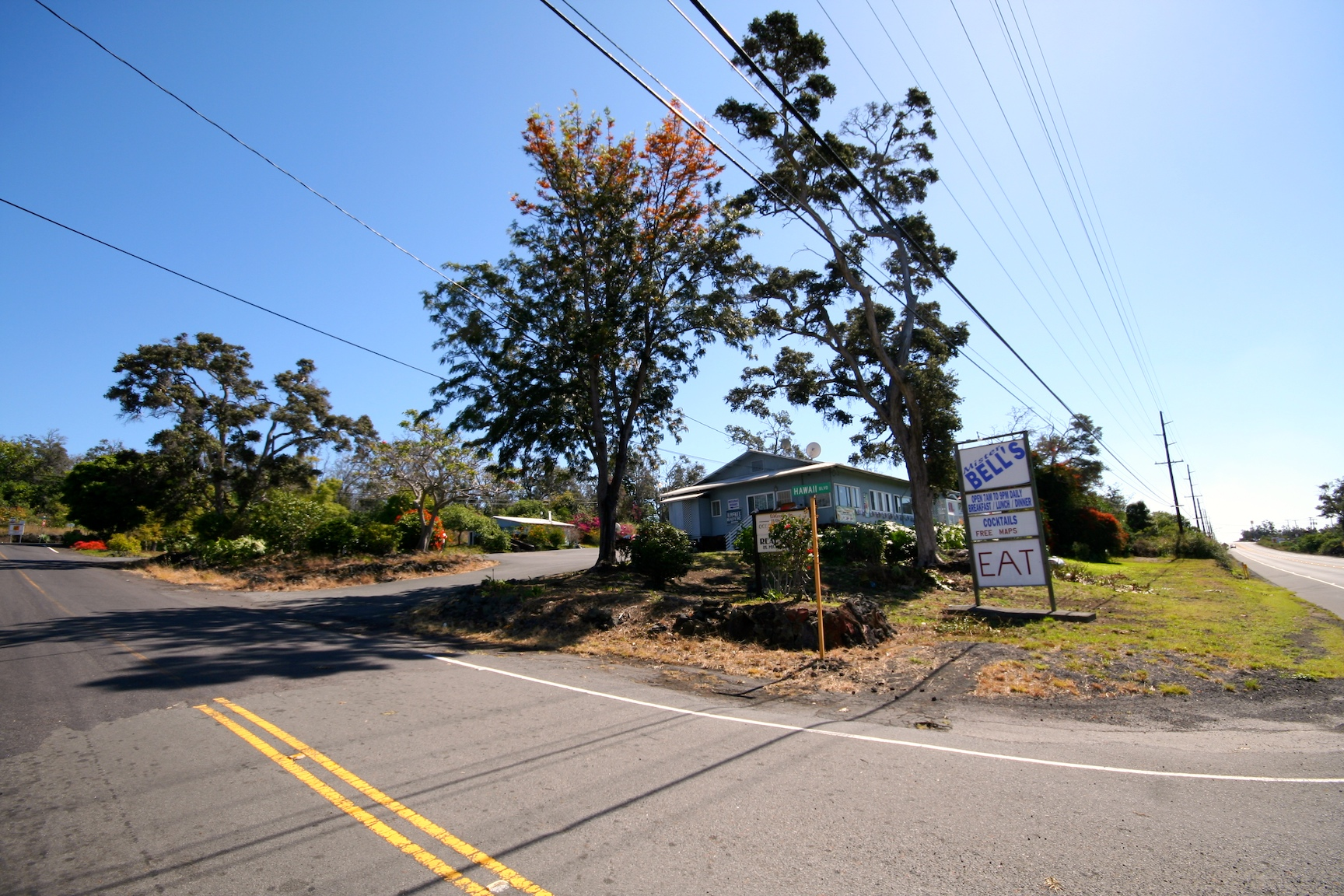
Restaurant an der Hawaiʻi State Route 11 nahe Hawaiian Ocean View

Die Hawaiʻi State Route 11 beginnt in Hilo an der Kreuzung mit der hier als Kamehameha Avenue benannten Hawaiʻi State Route 19 und dem Banyan Drive. Im Ortsgebiet trägt sie den Namen Kanoelehua Avenue, als Volcano Road verläuft sie nach Süden durch Keaau, Kurtistown, Mountain View, Glenwood und Volcano. Den Hawaiʻi-Volcanoes-Nationalpark durchquert sie nahe dem Nordrand der Caldera des Kīlauea und entlang des Keamoku Lava Flow. Im Südosten der Insel werden die Ortschaften Pāhala, Nīnole, Honuʻapo und Nāʻālehu durchquert, bevor der bei einem Ausbruch des Mauna Loa von 1907 entstandene Lavastrom überquert wird. Wenige Kilometer hinter der Abzweigung der South Point Road nahe dem Puʻu Nanaia befindet sich ein Aussichtspunkt auf Ka Lae. Die Straße führt weiter, Hawaiian Ocean View berührend, nach Norden durch Pāpā, Keālia, Keokea, Hōnaunau und Captain Cook. Bei Kealakekua wird der North Kona District und damit der Großraum Kailua-Kona erreicht. Von Süden nähert sich der Highway seinem Endpunkt an der Kreuzung der Hawaiʻi Belt Road/Queen Kaʻahumanu Highway mit der Palani Road in Kailua-Kona durch die Ortschaften Honalo, Keauhou und Hōlualoa.
Die Gesamtlänge der Straße beträgt rund 122 Meilen (197 Kilometer), der niedrigste Punkt liegt nahe dem Meeresspiegel in Hilo, nahe dem Kīlauea (Kilometer 48) wird mit 4.024 ft. (1.226 Meter) der höchste Punkt der Strecke erreicht.